# Новосевастополь (Росія)
Новосевасто́поль (рос. Новосевастополь) — село у складі Новорського району Оренбурзької області, Росія.
Стара назва — Севастополь.

## Населення
Населення — 128 осіб (2010; 183 у 2002).
Національний склад (станом на 2002 рік):
- казахи — 54 %
- росіяни — 35 %